# Вейн (округ, Індіана)
Шаблон:StateAbbr_ 39°52′ пн. ш. 85°01′ зх. д. / 39.86° пн. ш. 85.01° зх. д.
Округ  Вейн (англ. Wayne County) — округ (графство) у штаті  Індіана, США. Ідентифікатор округу 18177.  За даними перепису населення США 2020 року, населення становило 66 553 особи.  Центр округу — Річмонд. 

## Історія
Округ утворений 1810 року.

## Демографія
За даними перепису 
2000 року 
загальне населення округу становило 71097 осіб, зокрема міського населення було 49051, а сільського — 22046.
Серед мешканців округу чоловіків було 34138, а жінок — 36959. В окрузі було 28469 домогосподарств, 19308 родин, які мешкали в 30468 будинках.
Середній розмір родини становив 2,92.
Віковий розподіл населення поданий у таблиці:
| Стать    | До 15 років | 15-21 | 22-29 | 30-39 | 40-49 | 50-65 | 65-85 | Понад 85 |
| -------- | ----------- | ----- | ----- | ----- | ----- | ----- | ----- | -------- |
| Чоловіки | 7363        | 3519  | 3343  | 4902  | 5023  | 5510  | 4084  | 394      |
| Жінки    | 6867        | 3583  | 3439  | 5006  | 5201  | 6175  | 5709  | 979      |

## Суміжні округи
- Рендолф — північ
- Дарк, Огайо — північний схід
- Пребл, Огайо — схід
- Юніон — південь
- Файєтт — південний захід
- Генрі — захід

## Виноски
1. ↑  Wayne County QuickFacts. United States Census Bureau (англійською) . Процитовано 22 листопада 2023.
2. ↑  Find a County. National Association of Counties. Процитовано 7 червня 2011.
3. ↑  U.S. Decennial Census. United States Census Bureau. Архів оригіналу за 19 липня 2018. Процитовано 10 липня 2014.
4. ↑  Historical Census Browser. University of Virginia Library. Архів оригіналу за 16 серпня 2012. Процитовано 10 липня 2014.
5. ↑  Population of Counties by Decennial Census: 1900 to 1990. United States Census Bureau. Архів оригіналу за 4 жовтня 2014. Процитовано 10 липня 2014.
6. ↑  Census 2000 PHC-T-4. Ranking Tables for Counties: 1990 and 2000 (PDF). United States Census Bureau. Архів оригіналу (PDF) за 18 грудня 2014. Процитовано 10 липня 2014.
7. ↑  Wayne County QuickFacts. Бюро перепису населення США. Архів оригіналу за 28 лютого 2016. Процитовано 25 вересня 2011.(англ.) Наведено за англійською вікіпедією.
8. ↑  American FactFinder. Бюро перепису населення США. Архів оригіналу за 26 лютого 2012. Процитовано 31 січня 2008.

| США | Це незавершена стаття з географії США. Ви можете допомогти проєкту, виправивши або дописавши її. |